# Freescale ColdFire

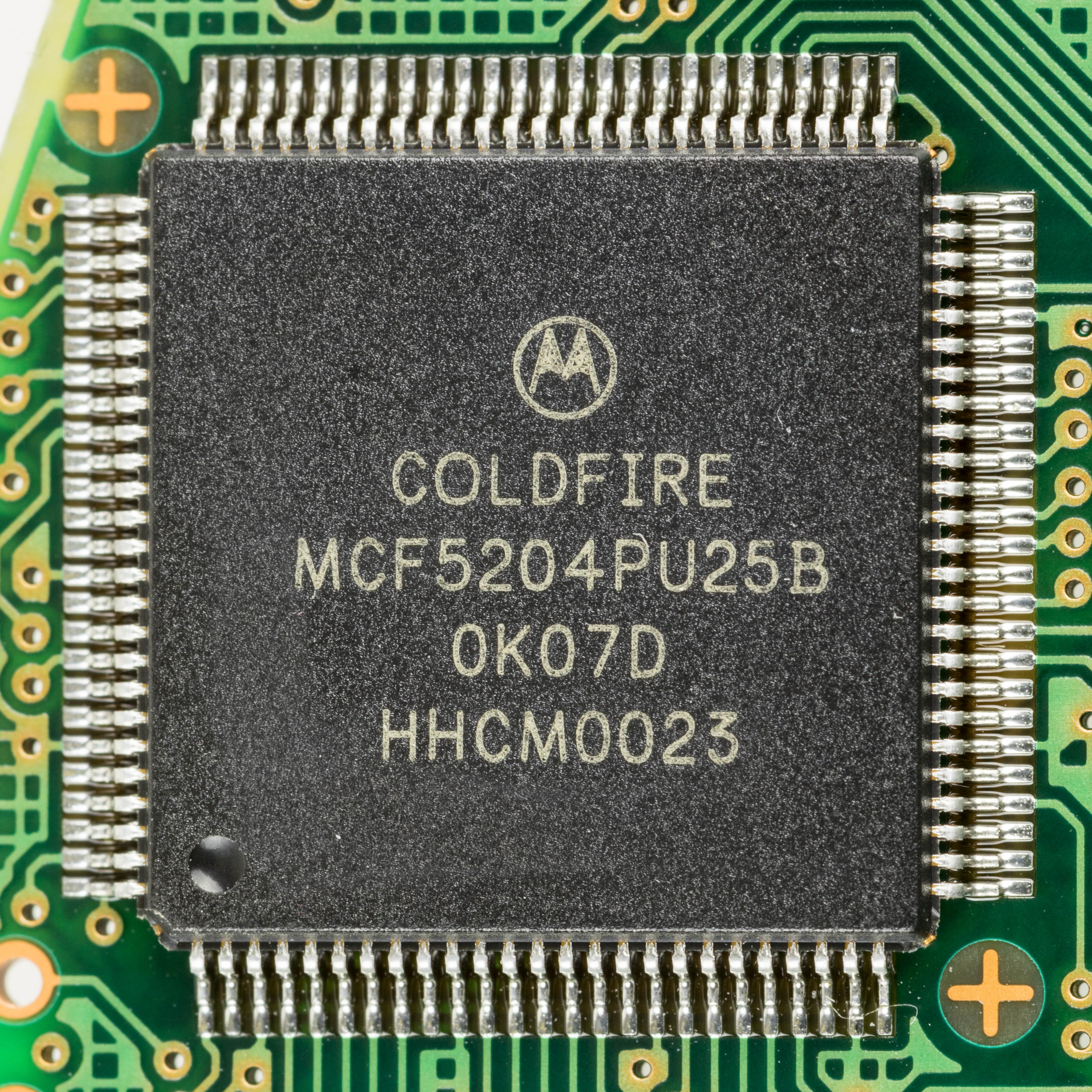
Coldfire 5204

Freescale ColdFire – rodzina procesorów do zastosowań wbudowanych produkowana przez firmę Freescale Semiconductor (poprzednio dział półprzewodników Motoroli), oparta na architekturze 680x0 - sprzedano kilkadziesiąt milionów tych chipów dla systemów wbudowanych, w tym drukarek, urządzeń audio i sterowników przemysłowych.
Ze względu na znaczną kompatybilność wsteczną nowszych modeli z linią 68k procesory te stosowane są przez hobbystów do budowania klonów komputerów Amiga i Atari ST (Atari Coldfire Project).